# Bistum Kurunegala
Das Bistum Kurunegala (lateinisch: Dioecesis Kurunegalaensis) ist eine in Sri Lanka gelegene römisch-katholische Diözese mit Sitz in Kurunegala.

## Geschichte
Das Bistum Kurunegala wurde am 15. Mai 1987 durch Papst Johannes Paul II. aus Gebietsabtretungen des Bistums Chilaw errichtet und dem Erzbistum Colombo als Suffraganbistum unterstellt.

## Bischöfe von Kurunegala
- Anthony Leopold Raymond Peiris, 1987–2009
- Harold Anthony Perera, seit 2009